# Graphium stratiotes
Graphium stratiotes is een vlinder uit de familie van de pages (Papilionidae). De wetenschappelijke naam van de soort is voor het eerst geldig gepubliceerd in 1887 door Henley Grose-Smith.